# 実例
| ウィキペディアには「実例」という見出しの百科事典記事はありません（タイトルに「実例」を含むページの一覧/「実例」で始まるページの一覧）。 代わりにウィクショナリーのページ「実例」が役に立つかもしれません。 |